# Редстон Арсенал (Алабама)
Редстон Арсенал (енгл. Redstone Arsenal) насељено је место без административног статуса у америчкој савезној држави Алабама.

## Демографија
По попису из 2010. године број становника је 1.946, што је 419 (-17,7%) становника мање него 2000. године.
| Група             | 2000.         | 2010.         |
| Белци             | 1.243 (52,6%) | 1.232 (63,3%) |
| Афроамериканци    | 749 (31,7%)   | 404 (20,8%)   |
| Азијати           | 48 (2,0%)     | 33 (1,7%)     |
| Хиспаноамериканци | 220 (9,3%)    | 209 (10,7%)   |
| Укупно            | 2.365         | 1.946         |